# Tarnówek (Basse-Silésie)
Pour les articles homonymes, voir Tarnówek.
Tarnówek est une localité polonaise de la gmina et du powiat de Polkowice en voïvodie de Basse-Silésie.